# Puelia schumanniana
Puelia schumanniana, trajnica iz porodice trava, potporodica Puelioideae. Hemikriptofit koji raste u zapadnoj središnjoj tropskoj Africi.